# Заводь (затон)
За́водь (рідше — зато́н) — природна або штучна затока на річці, у якій течія відсутня або має напрям, протилежний течії річки. Заводь, яка захищена від дії льодоходу та течій піщаною косою або дамбою, нерідко використовується для зимового відстою та ремонту суден. 
Рослинний і тваринний світ заводі дещо відрізняється від власне річки. Заводі характерні здебільшого для рівнинних річок.